# Urs Althaus
Urs Althaus (* 25. Februar 1956 in Herrliberg) ist ein Schweizer Schauspieler, Geschäftsmann und der erste schwarze Top-Dressman der Welt.

## Leben
Althaus wuchs bei seiner Mutter in Altdorf im Kanton Uri auf. Sein Vater war ein Medizinstudent aus Nigeria, den er nie kennenlernte. Nach der Schule spielte er 1972/73 in der Reserve beim FC Zürich, musste die Karriere als Fussballer jedoch verletzungsbedingt aufgeben. Gleichzeitig absolvierte er eine KV-Lehre bei einem Reisebüro.
Seine Laufbahn als Model begann er im Modehaus Körner in Altdorf, es folgte ein Engagement in Zürich. Im Herbst 1976 lief er erstmals für Yves Saint Laurent in Paris, 1977 war er als erstes schwarzes Model auf dem Cover des US-Magazins GQ. Althaus arbeitete unter anderem für Calvin Klein, Valentino, Gucci und Armani und erschien in zahlreichen internationalen Modemagazinen. 1978 gründete er zusammen mit einem Partner in New York die Modelagentur Xtazy Ltd., mit der er jedoch scheiterte.
1980 offerierte ihm Lina Wertmüller eine Rolle in einem italienischen Film, der jedoch nicht fertiggestellt wurde. Anschliessend nahm er in New York Schauspielunterricht und erhielt verschiedene kleinere Rollen. 1984 spielte Althaus in der italienischen Westernkomödie Arrapaho  seine erste Hauptrolle. Im gleichen Jahr spielte er im Fussballfilm «Allenatore nel Pallone» den brasilianischen Fussballspieler Aristoteles und 1986 in Der Name der Rose an der Seite von Sean Connery die Rolle des Venantius.
1989 hörte er mit Modeln auf und übernahm in der Zürcher Modelagentur «Fotogen» die Leitung der Männerabteilung. Zwischen 1992 und 2000 war Althaus Mitinhaber und Geschäftsführer der Schweizer Modelagentur «Option».
2008 erschien «Allenatore nel Pallone 2», in dem Althaus wiederum die Rolle des Aristoteles spielte.
Im Oktober 2009 erschien seine Biographie «Ich, der Neger» beim Verlag Wörterseh ISBN 978-3-03763-006-8.
Althaus lebt in Flüelen am Urnersee.

## Filmografie (Auswahl)
- 1984: Arrapaho
- 1984: L’allenatore del pallone
- 1986: Der Name der Rose
- 2008:  L’allenatore del pallone 2
- 2016: Das Traumschiff – Cook Islands
- 2020: Oktoberfest 1900 (Fernsehserie)